# 松室重光
松室重光（1873年4月26日—1937年1月30日）日本建筑师，在京都和大连等地设计了很多著名建筑物，尤以新文艺复兴建筑风格的京都府厅旧本馆和京都正教会的设计而闻名。
松室重光在担任京都府工程师期间，一方面着手设计新建筑，另一方面在京都的神社寺院建筑的修复、保存上也留下了实绩。但因部下的贪污而受到连坐辞去官职。之后经九州铁路工程师，恩师辰野金吾的推荐下，任职于关东州（旅顺·大连市大连]]地区）的行政机关关东都督府民政部。从1908年3月到任到1916年8月为止的8年间，他是民政部土木课唯一的建筑工程师。在这期间，关东都督府建设的20多座建筑物几乎都与设计者有关。

## 生平
- 1873年（明治6年）出生于京都府愛宕郡下鴨村（现·京都市）。松室家世代担任松尾大社、月読神社的神官[1]。
- 1894年（明治27年）毕业于第三高等中学校，入读東京帝国大学造家学科
- 1897年（明治30年）毕业于东京帝国大学造家学科，升入研究生院，成为京都市的委托工程师
- 1898年（明治31年）成为京都府工程师
- 1904年（明治37年）从京都府辞职
- 1905年（明治38年）九州铁道株式会社工程师
- 1908年（明治41年）关东都督府工程师
- 1917年（大正6年）就任土木课长
- 1920年（大正9年）就任满洲建筑协会的第一任会长
- 1922年（大正11年）从关东都督府辞职
- 1923年（大正12年）受大阪电气博览会委托
- 1927年（昭和2年）进入片冈建筑事务所
- 1930年（昭和5年）开设松室建筑事务所
- 1937年（昭和12年）逝世

## 作品
| 名称                     | 年                 | 所在地       | 国家 | 状態       | 备注                       |
| ------------------------ | ------------------ | ------------ | ---- | ---------- | -------------------------- |
| 旧武德殿                 | 1899年（明治32年） | 京都市左京区 | 日本 | 重要文化財 |                            |
| 京都正教会               | 1901年（明治33年） | 京都市中京区 | 日本 | 重要文化財 |                            |
| 京都府厅旧本馆           | 1904年（明治36年） | 京都市上京区 | 日本 | 重要文化財 |                            |
| 琵琶湖疏水水利事務所     | 1904年（明治36年） | 京都市       | 日本 | 現存       |                            |
| 第2代博多站              | 1909年（明治42年） | 福岡市博多区 | 日本 | 現存       |                            |
| 关东都督府邮便电信局旧址 | 1917年（大正6年）  | 大連市       | 中国 |            | 現・大連市郵政局           |
| 关东厅博物馆旧址         | 1918年（大正7年）  | 大連市       | 中国 |            | 現・旅順博物館             |
| 大连市役所旧址           | 1920年（大正9年）  | 大連市       | 中国 |            | 現・中国工商銀行大連市分行 |
| 原 武田长兵卫商店本店    | 1928年（昭和3年）  | 大阪市中央区 | 日本 |            | 现武田道修町大厦           |
| 旧武田长兵卫邸           | 1931年（昭和6年）  | 兵库县神戸市 | 日本 |            | 現・武田史料館             |

## 脚注
1. ↑  .   [2024-12-23]. （原始内容存档于2016-06-20）.